# Jürgen Klopp
Jürgen Norbert Klopp  (Stuttgart, 16. lipnja 1967.) bivši je njemački nogometni trener i nogometaš. Trenutačno je bez kluba. Često se pripisuje popularizaciji nogometne filozofije poznate kao Gegenpressing. 
Kao nogometaš većinu svoje karijere proveo je u Mainzu 05 koji je tada bio drugoligaš. Prvotno je igrao kao napadač, no kasnije je igrao kao branič. Godine 2001. kada se umirovio kao igrač, Klopp je postao trener Mainza 05. Tri godine kasnije s Mainzom je izborio promociju u prvu ligu. Nakon što je klub u sezoni 2006./07. ispao u drugu ligu te iduće sezone nije uspio ostvariti promociju u prvu ligu, Klopp je 2008. podnio ostavku. Klopp je tako bio trener Mainza 05 duže od bilokojeg drugog trenera u povijesti kluba. 
Klopp je potom postao trener Borusije Dortmund s kojom je osvojio naslov prvaka u sezoni 2010./11. U idućoj je sezoni s Borussijom Dortmund osvojio dvostruku krunu te je osvojio rekordni broj bodova u nekoj sezoni Bundeslige. U sezoni 2012./13. Borussija Dortmund prevdođena Kloppom izgubila je u finalu UEFA Lige prvaka 2012./13. od Bayerna rezultatom 2:1. Klopp je napustio Borussiju Dortmund 2015. kao najdulji trener u klupskoj povijesti.